# Dirty Work (All Time Low)
| Recensione           | Giudizio |
| -------------------- | -------- |
| AbsolutePunk         | 74%      |
| AllMusic             |          |
| Alternative Press    |          |
| Blare                |          |
| Entertainment Weekly | B+       |
| idobi                |          |
| Kerrang!             |          |
| Rock Sound           | 7/10     |
| Rolling Stone        |          |

Dirty Work è il quarto album in studio del gruppo musicale statunitense All Time Low. È l'album di debutto con un'etichetta major ed è stato pubblicato il 7 giugno del 2011 dalla Interscope Records. I Feel Like Dancin' è stato pubblicato come primo singolo il 15 aprile del 2011. Dirty Work debutta al numero 6 della Billboard 200 negli Stati Uniti con 45.000 vendite ottenute nella prima settimana.

## Tracce
1. Do You Want Me (Dead?) – 2:46
2. I Feel Like Dancin' – 3:01
3. Forget About It – 2:49
4. Guts – 3:19
5. Time-Bomb – 3:30
6. Just the Way I'm Not – 3:18
7. Under a Paper Moon – 3:03
8. Return the Favor – 3:41
9. No Idea – 4:26
10. A Daydream Away – 4:13
11. That Girl – 3:12
12. Heroes – 3:26

Tracce bonus nella versione iTunes
1. Get Down on Your Knees and Tell Me You Love Me – 3:01
2. My Only One – 4:23
3. Merry Christmas, Kiss My Ass – 3:20
4. Bad Enough for You – 3:14
5. Time-Bomb (versione acustica) – 3:29

## Formazione
- Alexander William Gaskarth - voce, chitarra
- Jack Bassam Barakat - voce secondaria, chitarra
- Zachary Steven Merrick - voce secondaria, basso
- Robert Rian Dawson - batteria